# Giuseppe Negri (politico)
Giuseppe Negri (Milano, 6 novembre 1779 – Milano, 10 novembre 1862) è stato un politico italiano.
Fu nominato senatore del Regno di Sardegna con decreto del 29 febbraio 1860.